# Памятник Ленину (Калининград)
Па́мятник Ле́нину в Калининграде — памятник российскому советскому политическому и государственному деятелю, революционеру Владимиру Ильичу (Ульянову) Ленину в городе Калининграде.
Монумент отнесён к объектам культурного наследия народов России местного (муниципального) значения и охраняется государством.

## Описание
Является одной из достопримечательностей города Калининграда. Памятник авторства Валентина Багратовича Топуридзе был открыт 4 ноября 1958 года на площади Победы, на месте демонтированного памятника Иосифу Виссарионовичу Сталину.
Памятник представляет собой бронзовую фигуру Ленина, водруженную на высокий пьедестал из гранита. До переноса к Дому искусств, по две стороны от скульптуры располагались гостевые трибуны. Перед постаментом была сооружена центральная трибуна, на которой партийно-государственное руководство области и города принимало военные парады и приветствовало демонстрации представителей трудовых коллективов в главные государственные праздники.

## История
Бронзовый памятник В. И. Ленину работы народного художника Грузинской ССР Валентина Топуридзе был установлен в Калининграде 4 ноября 1958 года. Для монумента был использован постамент памятника Иосифу Сталину, установленного на Площади Победы после Великой Отечественной войны и демонтированного в рамках десталинизации.
В декабре 2004 года памятник был демонтирован в рамках приуроченной к празднованию 750-летия Калининграда реконструкции площади Победы. При демонтаже памятника была обнаружена мраморная надгробная плита, использовавшаяся в качестве облицовки постамента. На могильной плите сохранились надписи на немецком языке, выполненные готическим шрифтом.
Несмотря на обещание городских властей вернуть его на место сразу как закончатся работы, он был установлен у Дома искусств в ночь с 29 на 30 марта 2007 года и открыт на новом месте 22 апреля 2007 года, ко дню рождения Владимира Ленина.